# 梅園篤彦
梅園 篤彦（うめぞの あつひこ、1889年〈明治22年〉7月17日 - 1978年〈昭和53年〉8月4日）は、大正から昭和期の神職、政治家、実業家、華族。貴族院子爵議員。

## 経歴
男爵・梶野行篤の七男として生まれ、1913年（大正2年）6月、子爵・梅園実師の養子となる。養父の死去に伴い、1917年（大正6年）10月10日、子爵を襲爵した。
1909年（明治42年）京都府立第二中学校を卒業。1912年（明治45年）3月、大阪市立高等商業学校を卒業。その後、京都帝国大学法科大学を修了した。
1916年（大正5年）官幣中社白峯宮主典に就任。以後、府社男神社社司、京都市主事、京都市嘱託、滋賀県嘱託、京都薬学専門学校講師、京都計理士会会長、三島製紙常務取締役、精版印刷監査役などを務めた。
1929年（昭和4年）11月14日、貴族院子爵議員補欠選挙で当選し、研究会に所属して活動し1947年（昭和22年）5月2日の貴族院廃止まで在任した。
1952年（昭和27年）11月4日、京都在住の旧堂上華族総代として、昭和天皇に御機嫌奉伺を行う。

## 親族
- 養母：美千代（武部兵太郎長女）[1][3]
- 妻：満智子（吉田与三平四女）[1]
- 養子：勝彦（好田稔篤二男）[1]

## 栄典
- 1934年（昭和9年）4月29日 - 勲四等瑞宝章[9]
- 1940年（昭和15年）4月29日 - 旭日小綬章[9]
- 1942年（昭和17年）5月12日 - 勲三等瑞宝章[9]